# مصطفى يحيى بهران
مصطفى يحيى بهران سياسي ومسئول يمني سابق من مواليد محافظة إب عام 1957م. حصل على الدكتوراه في الفيزياء النووية من الولايات المتحدة الأمريكية في العام 1992م .

## المناصب التي تقلدها
- رئيس اللجنة الوطنية للطاقة الذرية ومستشار رئيس الجمهورية للعلوم والتكنولوجيا .
- عضو هيئة التدريس بكلية التربية - جامعة صنعاء .
- عين وزيراً للكهرباء والطاقة في التشكيلة الحكومية في 5 إبريل 2007م .